# Lý Hồng Phúc
Lý Hồng Phúc (29 de enero de 2000) es un deportista vietnamita que compite en taekwondo. Ganó una medalla de bronce en los Juegos Asiáticos de 2022, en la prueba de equipo mixto.

## Palmarés internacional
| Juegos Asiáticos | Juegos Asiáticos | Juegos Asiáticos  | Juegos Asiáticos |
| Año              | Lugar            | Medalla           | Categoría        |
| ---------------- | ---------------- | ----------------- | ---------------- |
| 2022             | Hangzhou (China) | Medalla de bronce | Equipo mixto     |